# Juken no Kamisama
Juken no Kamisama (conosciuto anche come "La Dea degli esami") è un dorama stagionale estivo prodotto e trasmesso da Nippon Television in 10 puntate nel 2007.

## Trama
Isamu, uomo d'affari trentacinquenne che lavora per un'importante società commerciale, è un padre single con un unico figlio, Hiroshi: il bambino è alla fine delle elementari e già si capisce che non è molto stimolato allo studio, preferendo a questo di gran lunga allenarsi nel baseball come battitore.
Ad un certo punto, cercando di far ammettere il bambino ad una rinomata scuola media (la quale ha inoltre un importante club sportivo), l'uomo chiede aiuto a Michiko, quattordicenne che frequenta l'ultimo anno delle medie soprannominata "la Dea degli esami" per la sua capacità e bravura nel dar lezioni di ripasso.
Il padre affida così il figlio nelle mani severe della ragazza. Michiko diviene ben presto "tutor" anche di altri due compagni di classe di Hiroshi, Megumi e Kimitsugu: le lezioni si svolgeranno ad ore prestabilite ed inderogabili nell'appartamento di Isamu.

## Protagonisti
- Isamu Umezawa, interpretato da Tatsuya Yamaguchi (attore):

35 anni. Da quando ha divorziato dalla moglie, ha dedicato tutto se stesso al lavoro e all'educazione del figlio, con il quale ha instaurato un ottimo rapporto di comprensione e fiducia. Da giovane appassionato giocatore di rugby, ma che non è mai riuscito ad entrar nell'ambito professionistico, è una persona di buon cuore che non è mai stata molto portata per lo studio. Ha un rapporto ambivalente e a volte conflittuale con Michiko, soprattutto nei riguardi del modo in cui impartisce le lezioni al figlio.
- Michiko Sugawara, interpretata da Riko Narumi:

14 anni. Ha un modo tutto suo, considerato dai più anche alquanto eccentrico (ma pur infallibile), d'insegnare: conosciuta e già famosa tra tutti i genitori, i quali arrivano al punto d'inginocchiarsi davanti a lei chiedendo d'impartire lezioni di ripasso ai figli. Dal volto perennemente impassibile, senza alcuna apparente emozione, gira le strade a piedi con due borse piene di libri e fotocopie; viene presto soprannominata da Isamu 'donna-robot'.
Si viene a scoprire in seguito che ha un fratello in coma a seguito d'un grave incidente; il suo obiettivo è di andare ad Harvard a studiare medicina. Dimostra pure esser molto brava nel tiro con l'arco e come battitrice.
- Hiroshi Umezawa, interpretato da Mitsuki Nagashima:

11 anni. Gli piace di più giocare all'aperto che star chino tra i libri; ma il desiderio di esser ammesso all'istituto Hayata gli farà però presto cambiar idea. Ha un carattere franco, aperto e amichevole; il suo problema principale è che non riesce a memorizzare le nozioni
- Yoshitsugu Saionji, interpretato da Ryūtarō Morimoto:

11 anni. Uno dei migliori alunni della classe frequentata da Hiroshi, anche se non ha il primato come vorrebbe la madre, che lo costringe ad una vita severissima fatta solo di studio. Il suo sogno è quello di diventar medico.
- Megumi Tezuka, interpretata da Eri Osonoe:

11 anni. Compagna di classe di Hiroshi e Yoshitsugu. È nella media come studentessa.
- Kimitsugu Saionji, interpretato da Hiroyuki Morisaki:

35 anni. Padre di Yoshitsugu e amico d'infanzia di Isamu, lavora come medico all'ospedale
- Fumie Saionji, interpretata da Masako Miyaji:

39 anni. Madre di Yoshitsugu che ha molte (forse anche un po' troppe) aspettative nei riguardi del figlio maggiore, che non esita a punire severamente se mostra di sgarrare dalle sue direttive.
- Kosuke Matsuoka, interpretato da Ken Kaito.

insegnante di Hiroshi ed allenatore di baseball.
- Shinichi Yamamoto, interpretato da Yuki Kuroda:

collega di lavoro di Isamu.
- Mari Nishida, interpretata da Nana Ogawa:

collega di lavoro di Isamu.
- Saori Wada, interpretata da Anna Ishibashi:

compagna di scuola di Michiko; cerca, nonostante la freddezza dimostratagli, di diventarne buona amica e confidente. Figlia del direttore del policlinico ov'è ricoverato il fratello di Michiko. Gentile con tutti, riesce per la prima volta a convincer Michiko a partecipar al festival scolastico; chiederà aiuto ad Isamu per evitar all'amica d'esser espulsa dalla nuova direttrice.
- Tadatsugu Saionji, interpretato da Shintarō Morimoto:

9 anni. Fratellino di Yoshitsugu, frequenta la 4° elementare ma già segue l'esempio del fratello maggiore.
- Kazuki Nakao, interpretato da Kentaro Arai:

compagno di classe e amico di Hiroshi, con cui condivide la passione per il baseball.
- Shigeo Amaki, interpretato da Masahiko Nishimura:

50 anni. Capufficio di Isamu, ha uno scontro col sottoposto quando vorrebbe che anche il figlio frequentasse le lezioni di Michiko. Un uomo che prende tutte le cose della vita molto seriamente.
- Yumi Tezuka, interpretata da Risa Sudo:

35 anni. Madre di Megumi, aiuta il marito in negozio: un tipo spigliato e deciso.
- Shinsaku Tezuka, interpretato da Koji Ohkura:

35 anni. Padre di Megumi. Sottomesso alla moglie, gestisce la tavola calda in cui si ritrovano la sera Isamu con gli amici. Regala ogni tanto i manga preferiti alla figlia di nascosto dalla moglie.
- Nobuko Umezawa, interpretata da Kaoru Yachigusa:

65 anni. Madre di Isamu e nonna di Hiroshi. Vive a Shizuoka ma va spesso a Tokyo a trovar il figlio e il nipote, sempre con qualche regalo. Dovrà affrontare nel corso della vicenda il lutto provocato dalla morte del marito.

### Star ospiti
- Yuya Sasaki - (ep1-2)
- Shigemitsu Ogi - Presidente Mitamura (ep1)
- Atsushi Fukazawa - (ep1)
- Mie Suzuki - (ep1,7,9): insegnante della scuola media frequentata da Michiko.
- Kinya Kikuchi - Muroguchi Ryota (ep2,7)
- Masayuki Ito - (ep2)
- Yoshikazu Kawabuchi - (ep2,9)
- Mari Asazato - (ep2)
- Wataru Murakami - (ep2,5,9)
- Satoshi Mikami - (ep2)
- Yuuki Izumisawa - Amaki Aran (ep3,5,9-10): 12 anni. Un ragazzino spocchioso soprannominato da Hiroshi 'il principe francese', per il suo modo di fare e perché gira in auto con l'autista. Ha un rendimento scolastico molto alto ed ha appena iniziato a frequentare una scuola media privata.
- Kai Inowaki - (ep3,5)
- Anna Hattori - (ep3)
- Gin Maeda - Presidente Isobe (ep3-4)
- Tomoharu Hasegawa - Kasai (ep3)
- Jirō Satō - Yoshida (ep3)
- Shinsho Nakamaru - (ep3)
- Suzuno Nomura - Ryoko (ep4,7,10): amica di Aki, subito gelosa nei confronti di Hiroshi.
- Asami Fukuchi - Fukumoto Aki (ep4,7,8,10): ragazzina conosciuta da Hiroshi al campo estivo e di cui s'è subito innamorato; lo chiama affettuosamente 'Hirorin'. S'incontreranno anche all'esame finale d'ammissione.
- Mizuho Kaneo - (ep4,7)
- Kenji Anan - Sakata (ep4)
- Ryuchiro Megumi - (ep5)
- Shiho Harumi - (ep5)
- Taichi Inomata - (ep5)
- Ganz Morita - (ep5)
- Raiki Yonemoto - Umezawa Eita (ep6)
- Sho Yoshida - Yoshida Kakeru (ep6)
- Hiroyuki Nagato - Umezawa Kojiro (ep6,8): nonno di Hiroshi, con cui ha un forte legame. Apparirà in sogno al nipotino la notte in cui morirà; è un insegnante in pensione.
- Takashi Kobayashi - (ep6,8)
- Reiko Matsunaga - (ep6,8)
- Tota Tawaragi - (ep8)
- Shinichi Fukumoto - (ep8)
- Tasuki Uno - (ep8)
- Gōki Maeda - (ep9-10)
- Satomi Tezuka - (ep9): nuova preside della scuola media di Michiko, cercherà di far espellere la ragazza in quanto, seppur intelligentissima, si permette di non frequentare le lezioni come tutti.
- Nobuyuki Asaki - (ep9)

## Episodi
| Nº | Giapponese 「Kanji」 - Rōmaji | In onda           | In onda |
| Nº | Giapponese 「Kanji」 - Rōmaji | Giapponese        |         |
| 1  | 「目指せ名門中! 熱血父子VS冷酷女家庭教師300日バトル勃発!! -」 - Mezase meimon-chū! Nekketsu fushi VS reikoku on'na kateikyōshi 300-nichi batoru boppatsu!! | 14 luglio 2007    |         |
| 2  | 「授業開始! 涙の徹夜漢字猛特訓!! 父走る -」 - Jugyō kaishi! Namida no tetsuya kanji mō tokkun!! Chichi hashiru                                             | 21 luglio 2007    |         |
| 3  | 「二人の受験戦士合流格差授業で大ゲンカ -」 - Futari no juken senshi gōryū kakusa jugyō de dai genka                                                        | 28 luglio 2007    |         |
| 4  | 「真夏の夜の大冒険! 星に誓う友情と初恋 -」 - Manatsu no yoru no dai bōken! Hoshi ni chikau yūjō to hatsukoi                                                | 4 agosto 2007     |         |
| 5  | 「ボクは先生に教えてほしいんだ! -」 - Boku wa sensei ni oshiete hoshī nda!                                                                                 | 11 agosto 2007    |         |
| 6  | 「踊る大運動会! 父と息子の暗記バトル!! -」 - Odoru dai undōkai! Chichi to musuko no anki batoru!!                                                          | 25 agosto 2007    |         |
| 7  | 「なんてったって学園祭!艶姿ヤキソバ娘 -」 - Nante ttatte gakuen-sai! Adesugata yakisoba musume                                                             | 1º settembre 2007 |         |
| 8  | 「先生とボクが泣いたお葬式の小さな奇跡 -」 - Sensei to boku ga naita o sōshiki no chīsana kiseki                                                           | 8 settembre 2007  |         |
| 9  | 「最後の授業…人は何のために学ぶのか? -」 - Saigonojugyō... hito wa nani no tame ni manabu no ka?                                                           | 15 settembre 2007 |         |
| 10 | 「運命の合格発表! 衝撃と感動のラストへ -」 - Unmei no gōkakuhahhyō! Shōgeki to kandō no rasuto e                                                           | 22 settembre 2007 |         |